# BK Häcken
BK Häcken este un club de fotbal suedez având sediul în Gothenburg. Clubul, înființat pe 2 august 1940, joacă în prezent în prima ligă suedeză, după promovarea din 2008.

## Cupa
Performanțe obținute de Häcken în cupa națională al Suediei.
| 2019 | Häcken | 3 - 0 | Eskilstuna |
| 2016 | Häcken | 2 - 2 | Malmö      |

| 2021 | Häcken | 0 - 0 | Hammarby    |
| 1990 | Häcken | 0 - 3 | Djurgårdens |

| 2021 | Häcken | 3 - 0 | Västerås    |
| 2019 | Häcken | 3 - 2 | Djurgårdens |
| 2016 | Häcken | 3 - 2 | Hammarby    |
| 1990 | Häcken | 4 - 1 | Brage       |

| 2017 | Häcken | 1 - 3 | Östersunds |
| 2015 | Häcken | 1 - 3 | Göteborg   |
| 2009 | Häcken | 2 - 3 | AIK Solna  |
| 1983 | Häcken | 0 - 3 | Göteborg   |

## Baraj
| An   | Club Sportiv | Acasă | Total | Deplasare | Adversar       | Penalty |
| ---- | ------------ | ----- | ----- | --------- | -------------- | ------- |
| 2006 | Häcken       | 1 - 2 | 1 - 4 | 0 - 2     | Brommapojkarna |         |
| 2003 | Häcken       | 1 - 2 | 2 - 2 | 1 - 0     | Sundsvall      |         |
| 2000 | Häcken       | 3 - 2 | 5 - 5 | 2 - 3     | Mjällby        | 6 - 4   |

## Palmares
| - Allsvenskan - Campioană : 2022 - Locul 2 : 2012 - Locul 3 : 2020 - Superettan - Campioană : 2004 - Locul 2 : 2008 | - Divizia 1 - Södra - Campioană : 1990, 1999 - Locul 2 : 1997 - Divizia 1 - Västra - Campioană : 1992 | - Cupa Suediei - Câștigătoare : 2016, 2019, 2023 - Finalistă : 1990, 2021 - Semifinale : 1983, 2009, 2015, 2017 |